# Lobo (jabłoń)

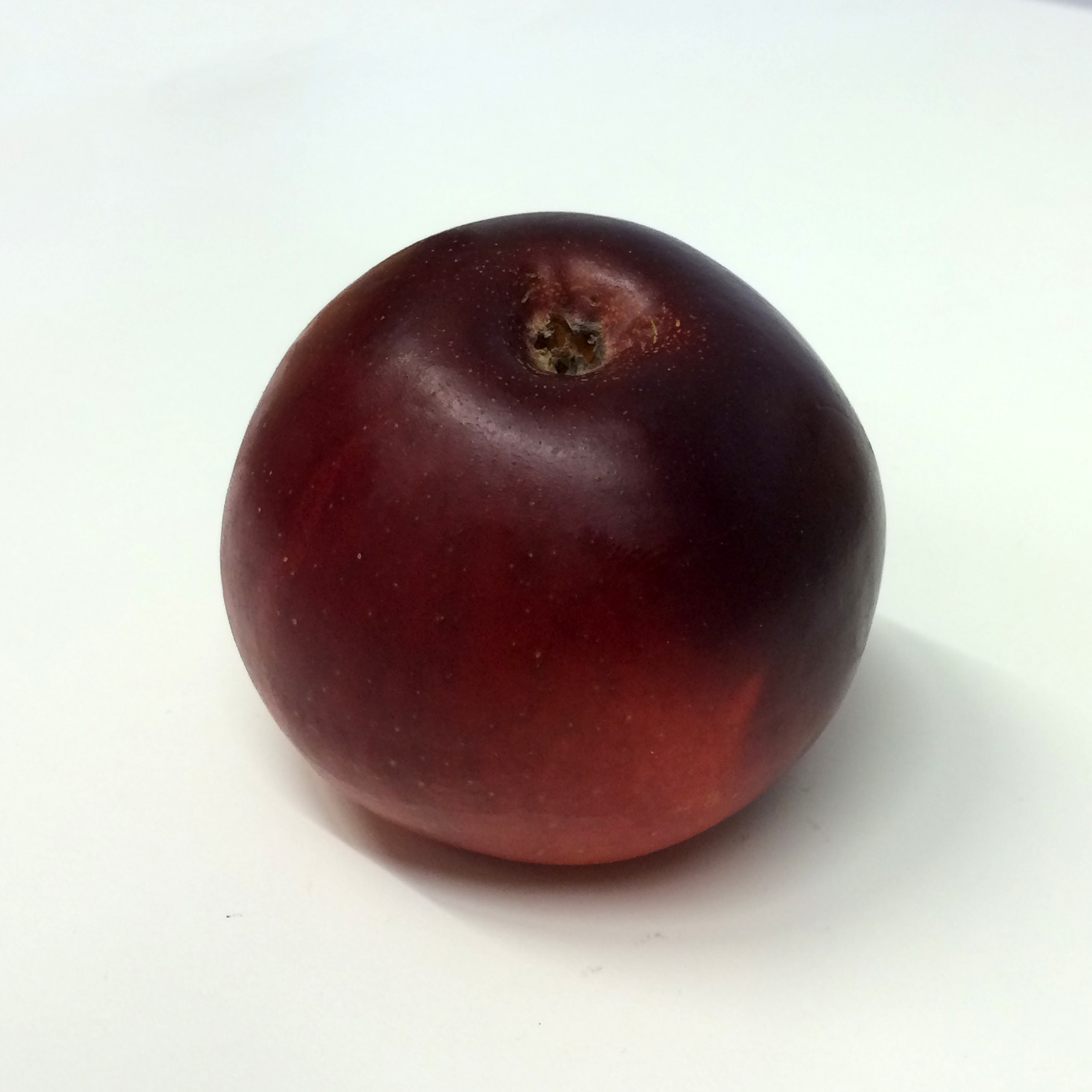
Lobo

Jabłoń domowa 'Lobo' – odmiana uprawna (kultywar) jabłoni domowej (Malus domestica 'Lobo'), należąca do grupy odmian jesiennych. Otrzymana w Kanadzie około 1900 roku jako siewka odmiany McIntosh, w rolniczej stacji doświadczalnej w Ottawie (Central Experimental Farm). Jej hodowcą był William T. Macoun.

## Morfologia
PokrójDrzewo rośnie silnie, a na glebach żyznych bardzo silnie. Tworzy koronę luźną, rozłożystą, o kulistym kształcie. Przyrosty są proste i sztywne.
OwocO średniej wielkości przy właściwej pielęgnacji duży, kulisty, lekko stożkowaty, nieco żebrowany, owoce są wyrównane pod względem kształtu i wielkości. Skórka gładka, błyszcząca, zielonożółta z silnym ciemnokarminowym, rozmytym rumieńcem pokrywającym prawie cały owoc, z delikatnie zaznaczonymi prążkowaniami. Cechą charakterystyczną są duże jasnożółtoszare przetchlinki występujące na zarumienionej stronie owocu. Na owocach świeżo zebranych występuje delikatny białawy nalot. Miąższ zielonkawokremowy, kruchy, bardzo soczysty, słodko-kwaskowaty, lekko aromatyczny i powszechnie oceniany jako bardzo smaczny.

## Rozwój
W okres owocowania wchodzi wcześnie, na ogół w 3–4 roku po posadzeniu. Jest odmianą bardzo plenną. W pierwszych latach po posadzeniu owocuje corocznie, lecz przy zaniedbaniach pielęgnacyjnych lub na skutek zniszczenia kwiatów przez przymrozki może wejść w cykl owocowania przemiennego.

## Uprawa
PielęgnacjaZe względu na skłonność do owocowania przemiennego wymaga starannej ochrony.
Owocowanie i przechowywanieW warunkach polskich dojrzałość zbiorczą osiąga w II dekadzie września, a dojrzałość konsumpcyjną na początku października. Odmiana ma umiarkowaną zdolność przechowalniczą, w zwykłej chłodni można ją przechować do początku stycznia, a w chłodni z atmosferą kontrolowaną do marca.

## Zdrowotność
Lobo jest odmianą o bardzo dużej wytrzymałości na mróz oraz o dużej odporności na mączniaka jabłoni. Jest umiarkowanie podatna na zarazę ogniową i bardzo wrażliwa na parcha jabłoni. Zdrowotność drzewa jest dobra i rzadko ulega chorobom kory i drewna.

## Zastosowanie
Odmiana o dużej popularności w Polsce, obecnie rzadziej sadzona ze względu na dużą wrażliwość na parcha. Odmiana nieprzydatna do nasadzeń amatorskich, lecz dobra do uprawy wysokotowarowej. Szczególnie godna polecenia do zimniejszych rejonów Polski.